# Campanula zoysii
Campanula zoysii (відомі також під назвою Дзвоники Зойса або гофровані дзвоники) — вид рослин роду дзвоники (Campanula).

## Поширення та середовище
Квітка є ендеміком Австрії, півночі Італії (Фріулі-Венеція-Джулія та Венето), та Словенії.. Вона найкраще росте на вапнякових схилах Юлійських, Камнік-Савінських Альп та гори Пеца, а також інших італійських та австрійських регіонах Південних Вапнякових Альп.
Дзвоники Зойса можуть вижити при дуже низьких зимових температурах — до −35 °C чи −40 °C. Їх шкідниками є слизняки та равлики.

## Опис

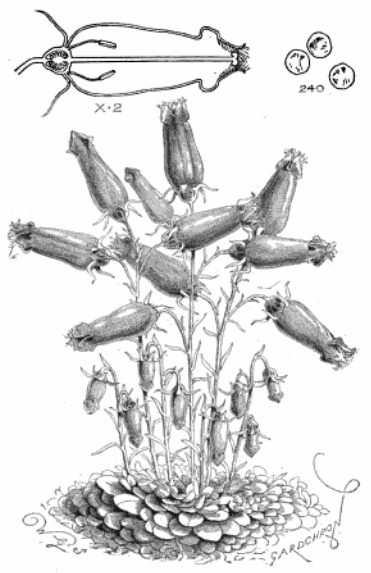
Доросла рослина з розрізом квітки та збільшеним зображенням насіння

Рослина як правило низькоросла, 5-7 см у висоту, хоча деякі екземпляри можуть досягати 23 у висоту. Розетка листя рослини по мірі розвитку розростається. Молоді рослини квітнуть з другого року.

### Квітки
Цей вид дзвоників унікальний серед свого роду за формою квітки — віночок біля відгину звужується і закінчується п'ятикінечною зіркою, а у інших дзвоників квітка має схожу дзвоноподібну форму, але відгін широкий (тим не менше, така «гофрована» форма квітки має достатньо великий отвір для запилюючих комах). На кожній стеблині від одної до трьох квіток, які мають світлий небесний або лавандовий колір. Цвітіння відбувається протягом трьох-чотирьох тижнів у червні.

### Листя
Листочки згруповані у розетки біля коріння, мають черешки та яйцеподібну тупу форму; листочки на стеблі оберненояйцевидні, списоподібні та чергові.

## Культурне значення
Дзвоники Зойса користуються великою повагою у Словенії та вважаються символом Словенських Альп. Відомий ботанік Віктор Петрковшек (1908–1994) назвав їх «справжньою дочкою Словенських гір». Вони є офіційним символом найстарішого (та єдиного у природному середовищі) альпінарію у Словенії, Alpinum Juliana, заснованого 1926 р.
Дзвоники Зойса також користуються популярністю при створенні альпійських гірок.
Рослина була названа ботаніком Францем Ксав'є фон Вульфеном (1728–1805) на честь її відкривача — ботаніка Карла фон Зойса (1756–1799), який познайомив Вульфена з нею. Ніколаус Йозеф фон Жакен вперше описав дзвоники Зойса 1789 року.